# Altivo Pacheco Ribeiro
Dom Altivo Pacheco Ribeiro (Cataguases, 24 de maio de 1916 - Juiz de Fora, 13 de junho de 1987) foi um bispo católico brasileiro.  Foi bispo diocesano de Barra do Piraí-Volta Redonda e de Araçuaí e bispo auxiliar de Juiz de Fora.

## Estudos e aptidões
O jovem Altivo renunciou à vida bucólica que levava no seu ambiente rural, e abraçou o ideal do Sacerdócio, como toda a generosidade do seu coração jovem. Os exercícios de piedade, os estudos, a convivência de cordialidade com os mestres e colegas, as sessões literárias, os debates nos círculos de estudos - eram outros tantos elementos que empolgavam o ânimo do seminarista, e contribuíam para plasmar gradativamente na sua personalidade o suporte sólido das lides do ministério pastoral que o esperavam. Duas atividades extras atraiam as atenções de mestres e colegas em torno da pessoa de Altivo - as aptidões para o futebol e os pendores para o Teatro. Ninguém admitia a ausência de Altivo dos treinos e partidas de futebol. O rapaz tinha realmente pinta de craque. No palco estava no ambiente que dominava à vontade, como muito bem entendia. Aí pontificava. Tanto no estilo dramático como no cômico. Representava com expressão, naturalidade e talento. E, também, criava e adaptava peças teatrais ao ambiente do Seminário, seja em Juiz de Fora/MG, onde fez o curso de humanidades, seja em Mariana, onde cursou filosofia e teologia.

## Presbiterato
Foi ordenado sacerdote em 8 de dezembro de 1948 por Dom Justino José de Santana, na catedral metropolitana de Santo Antônio, em Juiz de Fora. Tinha então 32 anos de idade. 

## Atividades sacerdotais
Desenvolveu suas atividades sacerdotais na Diocese de Juiz de Fora, que ainda não havia sido elevada à categoria de Arquidiocese. Igualmente, as Paróquias da Zona da Mata, inclusive Pirapetinga e Estrela Dalva, ainda não haviam sido desmembradas de Juiz de Fora, e incorporadas à Diocese de Leopoldina. Exerceu os cargos de Diretor Espiritual e Professor no Seminário de Santo Antônio, em Juiz de Fora/MG. Posteriormente, Vigário Paroquial, nas Paróquias de Pirapetinga, Bias Forte e Rio Preto. Quando esteve à frente da Paróquia de Pirapetinga e, simultaneamente, encarregado de Estrela Dalva, construiu a nova Matriz de Nossa Senhora da Conceição, nesta cidade.

## Episcopado
Era pároco de Rio Preto/MG, quando papa João XXIII o nomeou bispo diocesano de Barra do Piraí, em 4 de abril de 1963. Recebeu a ordenação episcopal, no dia 11 de junho de 1963, na Catedral de Santo Antônio, em Juiz de Fora. Foi sagrante Dom Geraldo Maria de Morais Penido, então Arcebispo Metropolitano de Juiz de Fora. Foram consagrantes Dom José Lázaro Neves, então bispo de Assis, que fora seu professor no Seminário São José, em Mariana; e Dom José Eugênio Corrêa, então bispo de Caratinga, que fora pároco, antes dele em Rio Preto.

## Diocese de Barra do Piraí
Cerimônia de posse
Dom Altivo Pacheco Ribeiro, no dia 7 de julho de 1963, chegava a Barra do Piraí, para tomar posse como quarto bispo diocesano de Barra do Piraí. Chegou no início da tarde, no Palácio Episcopal São José, no Bairro Santana. Esperava-o o bispo diocesano de Nova Iguaçu, Dom Honorato Piazera. Às 14 horas, iniciou na Catedral de Sant´Ana, a cerimônia de posse, do novo bispo diocesano. Pela primeira vez, falou ao povo de Barra do Piraí. Após os cumprimentos das delegações, foi se preparar para rumar à Igreja de São Benedito. O cortejo partiu às 17 horas. Depois do Pontifical, houve queima de fogos de artifícios e retreta. 
Padre Conciliar
Nos anos de 1963, 1964 e 1965, participou das sessões do Concílio Ecumênico Vaticano II, ocasião em que teve oportunidade de visitar vários países da Europa e a Terra Santa.
Pastoreio em Barra do Piraí
O pastoreio de Dom Altivo Pacheco Ribeiro foi uma solicitude constante e incansável em prol da difusão do Evangelho, no seio da comunidade diocesana. A preocupação primordial do Bispo era corresponder ao anseio das multidões pelo sobrenatural e saciar a fome do Evangelho que, tem o povo de Deus. A sua pregação era orientada pelos moldes da catequese objetiva, estruturada na base sólida da Escritura, da Tradição e da Teologia. Dotado de excelentes qualidades de comunicador, era incansável no afã de transmitir ao povo a mensagem evangélica, em estilo acessível, aplicada à vida atual do homem moderno. 
A sua atuação como Bispo Diocesano de Barra do Piraí, durante os três anos e um mês de sua permanência, foi caracterizada por incessantes visitas a todas as paróquias, dando apoio ao trabalho dos párocos e vigários paroquiais, com o objetivo de intensificar a vida religiosa no seio do povo.
A ação pastoral de Dom Altivo Pacheco Ribeiro esteve sempre presente a todos os setores da vida pujante da sua Diocese. Era, por igual, pastor de pobres e ricos, de empregados e patrões, de operários e empresários, de subalternos  e chefes, de súditos e governantes, de civis e militares. Era, para todos, o pastor sereno e disponível, doado de corpo e alma à causa do Evangelho, preocupado, acima de tudo, em ter com os irmãos parte no Evangelho.
A mesma serenidade e cortesia mantinha inalterável com os familiares, os colaboradores imediatos, os empregados de casa e todas as pessoas do seu relacionamento na vida quotidiana.
Nos momentos de lazer vibrava com o jogo de cartas ou uma partida de damas, geralmente em companhia de padres, ocasiões em que demonstrava a invejável arte de entreter e alegrar amigos, em ambiente saudável de cordialidade, pontilhada de fina ironia.
Entre sacerdotes, particularmente de sua Diocese, Dom Altivo Pacheco Ribeiro era como um simples colega. Sem pose, sem ares de superioridade, a todos acolhia e tratava com a demonstração  autêntica de sincera amizade, revelando interesse pelo bem estar de cada um. Nele, os padres tinham irrestrito apoio e incentivo aos seus planos de atuação em prol da pastoral.
Retomada do Projeto de Extensão da Sede Episcopal para a cidade de Volta Redonda
Tendo Volta Redonda/RJ se tornado um núcleo populacional de elevada expressão, tornou-se também, alvo das maiores preocupações da autoridade eclesiástica. Era imperioso que, além de estruturas e planos de uma ação pastoral adequada ás peculiaridades da Cidade do Aço, o Bispo Diocesano acompanhasse de perto o ritmo de vida trepidante que ali eclodia. Para que a ação pastoral do Bispo Diocesano se tornasse mais eficiente, o ideal seria que em Volta Redonda se instalasse uma Extensão da Sede do Bispado. Para a consecução desse objetivo, Dom Agnelo Rossi, havia desde o ano de 1958, entrado em entendimentos com a Santa Sé e a cúpula administrativa da Companhia Siderúrgica Nacional. A CSN doou uma grande área de terreno, de maravilhosa localização na parte nobre da cidade, construiu o maravilhoso prédio para a instalação do Palácio Episcopal em Volta Redonda e ainda havia prometido, logo após, construir aquela que seria a Co-Catedral do Aço.
Quando Dom Altivo Pacheco Ribeiro assumiu a Diocese de Barra do Piraí, as obras do Palácio Episcopal, de Volta Redonda, estava em fase de acabamento. Ao Bispo Diocesano coube executar o que fora estabelecido por seu antecessor (Dom Agnelo Rossi): instalar a extensão da Sede do Bispado, em Volta Redonda.
Campanha da Fraternidade
Dom Altivo Pacheco Ribeiro era solícito em por em prática as organizações e movimentos, em benefício das comunidades. S.Exma., com entusiasmo que lhe era peculiar, pôs todo o empenho na implantação da Campanha da Fraternidade, na Diocese. Buscou despertar nos fiéis, o sentido e vivência de colaboração efetiva nas obras da Igreja, da Diocese, da Paróquia; sentido e vivência da caridade cristã, concretizada em atuação permanente; sentido e vivência da solidariedade fraterna de todos os membros da mesma comunidade; despertar e atenção de todos para a dolorosa realidade de duras provações de grande parte da população pobre e desassistida de vários bairros de cada cidade, num país sub-desenvolvido como o Brasil que, nas estatísticas de instituições internacionais de combate à fome e à miséria no mundo. Estes temas, tornaram-se tônica da pregação do Exmo. Bispo Diocesano. Em todos os domingos, que precederam o tempo quaresmal, do ano de 1965, em cada paróquia das principais cidades da Diocese, as quais, pessoalmente ao volante da sua Kombi, percorria o Exmo. Bispo Diocesano.
Seminário Diocesano em Barra Mansa, a título de experiência
Uma das grandes preocupações de Dom Altivo Pacheco Ribeiro era o problema das vocações sacerdotais. O Seminário Interdiocesano mereceu desde logo a melhor das suas atenções. Na Diocese de Barra do Piraí, particularmente por falta de numerário, e de professores, o problema era por demais complexo. A situação tendia a agravar-se. Até o fim de 1964, os seminaristas da Diocese, em vista do pequeno número de matrículas e a dificuldade de professores, estavam assim distribuídos: 1ª e 2ª série, no Seminário Interdiocesano, sito na Diocese de Barra do Piraí, no qual estudavam alunos das Dioceses de Valença e Nova Iguaçu; 3ª e 4ª série, bem como outros cursos científicos, filosófico e teológico, no Seminário São José, do Rio de Janeiro. Por motivo de ordem econômica, pensou-se em manter na Diocese também a 3ª e 4ª série e curso científico. A melhor solução neste caso, seria conservar os alunos desses cursos internos no Seminário Interdiocesano, e matriculá-los em um dos estabelecimentos de ensino da cidade, o que aliás poderia ser igualmente feito para a 1ª e 2ª série, com a grande vantagem de não ser preciso ocupar mais do que um Sacerdote no Seminário. Mas acontece que se verifica que, lamentavelmente, no momento, os estabelecimentos de ensino secundário e científico para rapazes, em Barra do Piraí, não oferecem ambiente propício a jovens que se destinam ao Sacerdócio. Em vista disto, o Exmo, Sr. Bispo Diocesano optou pela seguinte solução: manter a 1ª e 2ª série no Seminário Interdiocesano; os alunos do curso filosófico, no Seminário São José, do Rio de Janeiro, não tendo a Diocese nenhum aluno no curso teológico este ano. Quanto aos alunos da 3ª e 4ª série e curso científico, organizar para os mesmos um Internato, em Barra Mansa, com um sacerdote à frente, e matrícula no Colégio do Verbo Divino, mantido pela Congregação de Sacerdotes do mesmo nome. 

Despedida da Diocese de Barra do Piraí-Volta Redonda
Ficou na Diocese de Barra do Piraí-Volta Redonda, até o dia 23 de agosto de 1966, quando se despediu participando de um almoço oferecido pelo General Osvaldo Pinto da Veiga, na Fazenda Santa Cecília. Logo em seguida, seguiu para Juiz de Fora, onde aguardou o dia de seguir viagem para Araçuaí.

## Nomeação para a Diocese de Araçuaí
No dia 27 de junho de 1966, o papa Paulo VI, transferiu Dom Altivo Pacheco Ribeiro, como novo bispo diocesano de Araçuaí, no nordeste de Minas Gerais.

## Diocese de Araçuaí
Apoteótica recepção em Araçuaí
O programa traçado foi literalmente cumprido. Ao encontro de Dom Altivo Pacheco Ribeiro, no município de Teófilo Otoni, representando o clero diocesano, foi o Revmo. Pe. Darly Gomes Soares, Pároco de Salto da Divisa e outros padres. Durante o trajeto, o sr. Bispo recebeu homenagens nos seguintes lugares: Três Barras, cidade de Padre Paraíso, festivamente engalanada; Ponto Volante; São João; Itaobim e Itinga.
As 16 horas, do dia 7 de setembro de 1966, o carro em que viajava, estacionou em frente ao Aeroporto de Araçuaí, onde se formou o cortejo para a cidade, em cuja entrada, onde foi armado um arco de madeira, representando a fachada da Igreja Matriz, onde foi recebido pelas autoridades locais. Seguiu o cortejo até a praça da Matriz, chamada praça Belo Horizonte, a qual bem como as ruas principais da cidade, ostentava festivos adornos e faixas alusivas ao ato, e regorgitava o povo. No palanque oficial, armado ao alto da escadaria da igreja, encontrava-se o Exmo. e Revmo. Sr. Arcebispo de Diamantina, Dom Geraldo de Proença Sigaud. Compareceram igualmente outros Bispos da região. Depois de agradecer em empolgante discurso, e entre estrondosas aclamações, o Sr. Bispo rumou para a Residência Episcopal, cuja entrada, em grande extensão, estava alcatifada de pétalas de variadas flores, que, dispostas em artísticos desenhos, formava o brasão episcopal de Dom Altivo Pacheco Ribeiro.

Ata de tomada de posse como Bispo Diocesano de Araçuaí
No dia da Natividade de Nossa Senhora, 08 de Setembro de 1966, na Catedral da cidade de Araçuaí/MG, ás 08 horas da manhã, perante o Conselho de Consultores da Diocese de Araçuaí, incorporados em reunião solene, compareceu o Exmo. Revmo. Dom Altivo Pacheco Ribeiro, o qual, ato contínuo, apresentou aos ditos consultores diocesanos a autêntica Bula Pontifícia de Paulo VI, gloriosamente reinante, que o nomeia como Bispo Diocesano de Araçuaí/MG, com todos os direitos e obrigações inerentes à dignidade episcopal. Tendo os consultores diocesanos reconhecido que a Bula Pontifícia é autêntica e verdadeira, o presidente do Conselho de Consultores Diocesano, em voz alta e clara, procedeu à leitura da fiel tradução da referida Bula Pontifícia, em língua portuguesa, para que todos tomassem conhecimento do seu conteúdo. Tendo sido deste modo dado cabal cumprimento ao que determina o Código de Direito Canônico, no cânon 334§3, o Exmo. Revmo. Dom Altivo Pacheco Ribeiro foi tido como legitimamente empossado no cargo de Bispo Diocesano de Araçuaí.
Pastoreio em Araçuaí/MG
Dom Altivo Pacheco Ribeiro exerceu seu ministério episcopal em Araçuaí, entre os anos de 1966 e 1973. Nota característica de seu episcopado foi a sincera amizade aos padres. Devotava profunda veneração aos vigários, visto conhecer a extrema miséria das populações, ás quais dava assistência religiosa, com verdadeiro exemplo de desprendimento, enfrentando toda sorte de sacrifícios.  As reuniões e retiros espirituais do clero redundavam em ocasiões de grande alegria para o coração do Bispo, por lhe proporcionarem bela oportunidade de desfrutar alguns dias de amável convivência com os seus dedicados colaboradores. Igual dedicação demonstrava aos seminaristas e ás religiosas, particularmente as de Betânia, fundação do seu antecessor, Dom José Maria Pires. Proporcionava-lhes assistência espiritual e material, afim de que tivessem condição de prestar á Diocese de Araçuaí, os serviços previstos no seu regulamento. O Seminário São José mereceu sempre as melhores atenções do Bispo Diocesano, que envidava todos os esforços, no sentido de proporcionar a maior soma possível de conforto aos diretores, professores e alunos. Objetivando dar estrutura a ação pastoral, de acordo com as circunstâncias locais, procurou dinamizar o escritório, órgão controlador do movimento financeiro da Diocese, bem como o Banco da Providência e a Ação Social Diocesana. Através desses órgãos, e contando com o trabalho dedicado de padres e freiras da sua equipe, pôde durante sete anos, desempenhar a sua missão evangelizadora, dentro do contexto, não só de carência, mas de miséria também do extenso território da sua Diocese, nos sertões ásperos de Minas Gerais.
Até 1973, Dom Altivo Pacheco Ribeiro esteve à frente da Diocese de Araçuaí/MG, embora já nesta ocasião, estivesse apresentando sinais de anormalidade no modo de agir, particularmente atitudes desconexas e falta de memória. Aos poucos foram se acentuando as consequências da deficiência do correto funcionamento cerebral. Até que o zeloso Bispo não teve mais condições de continuar à frente da Diocese. Quando, por não mais poder arcar com os afanosos encargos de sua missão apostólica, retirou-se para Juiz de Fora/MG.

## Arquidiocese de Juiz de Fora
Chegando na Arquidiocese de Juiz de Fora/MG, Dom Altivo Pacheco Ribeiro, recebeu por parte do Arcebispo de Juiz de Fora, Dom Geraldo Penido, o mais cordial e fraterno acolhimento. Sem atribuir-lhe tarefas de caráter obrigatório, deu-lhe a oportunidade de exercer o seu ministério, inclusive visitas pastorais no interior da Arquidiocese. Por determinação do Arcebispo Metropolitano, a Cúria Metropolitana de Juiz de Fora passou a dar a Dom Altivo Pacheco Ribeiro uma mesada, como subsídio para a sua manutenção.

Nomeação como Bispo Auxiliar de Juiz de Fora
Prova maior e mais excelente da fraternal amizade e dedicação que devotava a Dom Altivo Pacheco Ribeiro, foi o pleito feito pelo Arcebispo Metropolitano de Juiz de Fora, que conseguiu junto da Santa Sé, a nomeação do colega enfermo como Bispo Auxiliar de Juiz de Fora. Note-se que Dom Geraldo Penido não precisava de Bispo Auxiliar. O eminente Arcebispo tomou esta providência movido, tão somente, pelos seus elevados dotes de sensibilidade humana, e solidariedade fraterna e evangélica. Atendendo a solicitação de Dom Geraldo Penido, o Santo Padre, Papa Paulo VI, no dia 23 de dezembro de 1975, dispensou Dom Altivo Pacheco Ribeiro dos encargos da Diocese de Araçuaí, nomeando-o Bispo Titular de Aliezira, e Auxiliar de Juiz de Fora.
Presença em Juiz de Fora
Transferido para a Arquidiocese de Aparecida, Dom Geraldo Penido insistiu com Dom Altivo Pacheco Ribeiro que fosse com ele, como seu Bispo Auxiliar, lá em Aparecida/SP. Dom Geraldo Penido tinha a intuição de que um ambiente de franca e sincera compreensão, decorrente de cordial e fraterna amizade, seria uma salutar e imprescindível terapia para o estado patológico de Dom Altivo Pacheco Ribeiro. Também, o Exmo. Revmo. Bispo Diocesano de Montes Claros/MG, Dom José Alves Trindade, demonstrou real interesse pelo bem estar de Dom Altivo. A seu convite, Dom Altivo Pacheco Ribeiro passou uma temporada naquela Diocese do norte mineiro, prestando serviço e, desfrutando da cordial e sincera amizade do Bispo Diocesano de Montes Claros. Com a transferência de Dom Geraldo Penido, para Arquidiocese de Aparecida, e a mudança de Governo Diocesano, Dom Altivo Pacheco Ribeiro ficou sem ambiente, e, devido a sua debilitada saúde, caíra em profundo estado de depressão. Mesmo assim, agradecendo todo o apoio dos Bispos, quis permanecer em Juiz de Fora. Mudou-se para o Seminário Santo Antônio e, aí, esteve sempre cercado de todas as atenções e toda a consideração da parte da diretoria, dos professores e seminaristas. Com o agravamento de sua saúde, foi destacado um seminarista para fazer-lhe companhia a noite, na suíte, o qual cumpriu a incumbência com desvelo, reverência e caridade.

## Clínica Geriátrica de Serro Azul
Com o agravamento de sua saúde, Dom Altivo Pacheco Ribeiro, foi internado na Clínica Geriátrica de Serro Azul, em Juiz de Fora/MG. Percebia-se que o seu estado de saúde era irreversível, e pior ainda, poderia agravar. Realmente foi se agravando aos poucos, a despeito de toda a desvelada assistência do competente neurologista. O clero de Juiz de Fora faziam-lhe diversas visitas, proporcionando-o indizível alegria. As visitas tinham o efeito de de uma solidariedade evangélica a aliviar as agruras da sua via-crucis.

## Falecimento
No dia 13 de Junho de 1987, depois de sua longa via-crucis, Dom Altivo Ribeiro faleceu em Juiz de Fora, vindo a ser sepultado na Catedral Metropolitana de Juiz de Fora.